# Europaeum
Pour les articles homonymes, voir Europaeus.

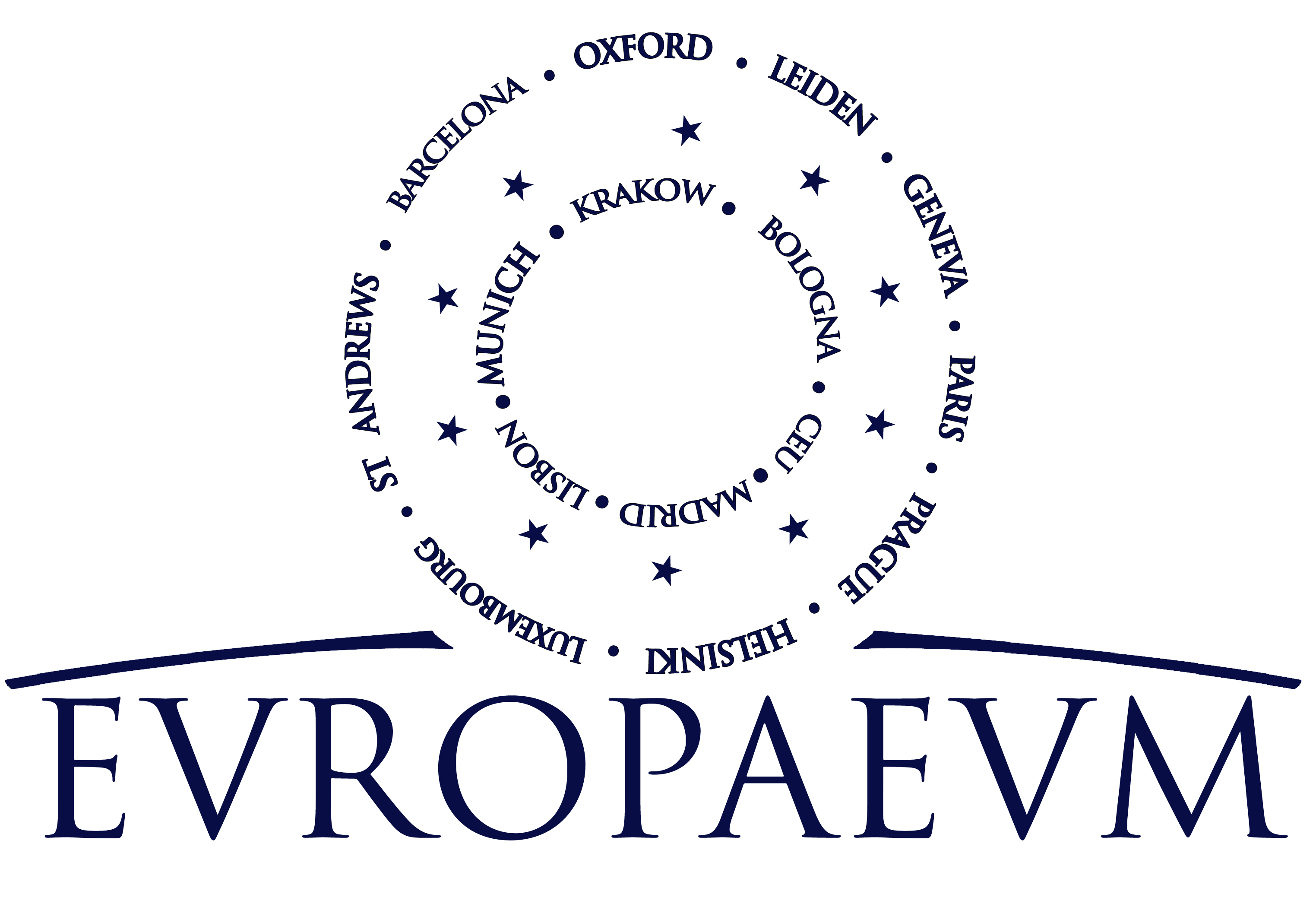
Emblème du réseau Europaeum

Europaeum est une alliance de seize universités européennes de premier plan qui rassemble des étudiants et des professeurs travaillant dans les sciences humaines et sociales, afin de promouvoir un meilleur « sens de l’Europe » grâce à la collaboration et à la mobilité universitaire.

## Présentation
Le réseau Europaeum a été fondé en 1990 par George Weidenfeld et Ronnie Grierson autour de l’université d'Oxford pour développer les études européennes à Oxford et dans les universités qui lui sont liées. Le but du réseau est de faciliter la mobilité des enseignants et des étudiants entre les universités d'Europæum.
Un programme de master commun d’histoire et de civilisation européenne a été établi entre les universités de Leyde, d’Oxford et de Paris Panthéon-Sorbonne.
L'actuel secrétaire général d'Europaeum est l'universitaire britannique Chris Patten.

## Membres d’Europaeum
| Pays        | Université membres                                            |
| ----------- | ------------------------------------------------------------- |
| Allemagne   | Université Louis-et-Maximilien de Munich                      |
| Espagne     | Université Complutense, Madrid                                |
| Espagne     | Université Pompeu Fabra                                       |
| Finlande    | Université d'Helsinki                                         |
| France      | Université Panthéon-Sorbonne                                  |
| Italie      | Université de Bologne                                         |
| Luxembourg  | Université du Luxembourg                                      |
| Pays-Bas    | Université de Leyde                                           |
| Pologne     | Université Jagellonne, Cracovie                               |
| Portugal    | Université catholique portugaise                              |
| Tchéquie    | Université Charles, Prague                                    |
| Royaume-Uni | Université d'Oxford                                           |
| Royaume-Uni | Université de St Andrews                                      |
| Suisse      | Institut de hautes études internationales et du développement |